# 指輪の幽鬼
指輪の幽鬼（ゆびわのゆうき、Ringwraith）は、J・R・R・トールキンの『指輪物語』に登場する、サウロンに仕える邪悪なるしもべである。「指輪の幽鬼」という共通語の名前は、モルドールの黒のことばで「指輪（nazg）」と「幽鬼（gul）」から作られたかれらの名前、ナズグール（Nazgûl）の翻訳である。クウェンヤでは「光無き者」を意味するウーライリ（Úlairi）と呼ばれる。指輪の探索において黒装束の騎手の姿をとったことから黒の乗手（くろののりて、Black Rider）とも呼ばれた。彼らは全部で9人いることから、「九人組」（the Nine）と呼ばれることも多い。

## 来歴
9人の指輪の幽鬼はかつては力ある死すべき運命の人間であり、サウロンはかれらに9つの力の指輪を与えた。サウロンはこれらの指輪を用いて9人を隷属させた。指輪はかれらに自然ならざる力を与えたが、同時にかれらの人としての存在は小さくなり、ついにはサウロンの命令に従う邪悪な幽鬼となったのである。指輪の幽鬼たちに対するサウロンの信頼は厚く、モルドールの全軍の指揮は彼らに委ねられている。またサウロンはかれらには西方との全面戦争が始まるまでは大河アンドゥインを渡ることを許さなかった。
指輪の幽鬼が最初にあらわれたのは第二紀の2251年である。かれらはすぐにサウロンの有力な召使としての地位を確立した。3434年にサウロンがエルフと人間の最後の同盟によって敗北させられ、3441年に打ち倒されたとき、指輪の幽鬼は散り散りになった。しかし一つの指輪があるかぎり、幽鬼は決して滅びることはなかった。かれらは第三紀の1300年ごろにふたたび姿をあらわし、ナズグールの首領であるアングマールの魔王はサウロンの軍勢を率いて北方王国アルノールを攻撃した。1975年の合戦で魔王はついに敗北し、モルドールへと帰還した。モルドールにおいて魔王は残りのナズグールを招集し、サウロンの帰還に備えた。2000年にはミナス・イシルを攻撃し、2年間の包囲戦ののちに陥落させた。以来都市はナズグールの本拠地となり、かれらはそこからサウロン軍の再建を指揮した。
2942年にサウロンがモルドールに帰還し、2951年には自らの存在を公然と明らかにした。同年、3人の幽鬼がドル・グルドゥアの要塞を取り戻すために派遣された。
3017年にゴクリから得られた情報によって「なんとか庄のバギンズ」が一つの指輪を持っていることが明らかになると、サウロンは3018年にオスギリアスを陥落させた後、指輪の幽鬼に一つの指輪を取り戻す任務を与えた。かれらは黒装束の騎手に変装し、ビルボ・バギンズを探した。
物語の終わりには9人の指輪の幽鬼は全て滅びた。ナズグールの首領（アングマールの魔王）自身はペレンノール野の合戦でエオウィンが（メリーの助けを得て）滅ぼした。残りの8人の指輪の幽鬼は黒門における最後の戦いで西方の軍を攻撃したが、フロドがオロドルインの滅びの罅裂において一つの指輪をはめたとき、サウロンは驚愕してかれらに風よりも速く滅びの山へ飛び、フロドを捕まえるように命令した。しかし、かれらは間に合わず、指輪はゴクリとともに滅びの罅裂へ落ちた。8人の幽鬼は滅びの山の噴火に巻き込まれ、全員が火に焼かれて滅んだ。

## 概要

### 外見
九つの指輪に隠された冥王サウロンの悪意によってねじ曲げられた、人間の成れの果てがナズグールである。すでに幽界の存在となっているため、その姿を目に見ることはできない。しかしそれでは生者を相手にするときに困るため、黒いマントをまとって形を得ている。フードの下にあるのは闇ばかりだが、時おり目が不気味に光るのが見えることもある。
一つの指輪をはめ、なかば幽界に身を置いたフロドは、黒いマントの下にあるナズグールの実体を目の当たりにした。かれらは灰色の長衣をまとい、灰色の頭には銀の兜を(首領だけはそのさらに上に冠を)かぶっていた。

### 能力
かれらは剣を装備しているが、首領はそのほかに「モルグルの刃」を携行している。この短剣には毒ないし呪いが込められており、小さな傷でも相手を死に至らしめることができる。通常の手段ではこの傷を癒すことはできず、エルロンドのような高い技量の持ち主に頼らなくてはならない。風見が丘での襲撃のおりに刃を受けたフロドの体内には、切っ先のかけらが残ってかれを十数日間苦しめ続けたが、そもそも頑強なホビット族でなければそこまで耐えられるものではないとガンダルフは語っている。また、このとき指輪所持者であるフロドが死亡していたなら、単に命を失うだけでなく幽鬼の一種に変えられてしまっていたとも述べている。アングマールの魔王は「Witch-king」呼び名の通り魔術を使い、たとえば物に炎を纏わせたり、ミナス・ティリスの大門を破壊する際に、破城槌グロンドのために呪文で門を壊れやすくしたとされる。
だがナズグールの真に恐ろしい武器は、形のない恐怖と絶望である。悪意に満ちたその叫びを遠くから聞くだけで、人の意志はくじけてしまう。また、かれらの吐く「黒の息」は、吸った者の生命力を弱め、意識を失わせる。ミナス・ティリス攻防戦でファラミアを傷つけたのは幽鬼の武器ではなく通常の矢だったのだが、幽鬼の影に冒されていたかれは昏倒して生死の境をさまようことになった。
並みの武器では指輪の幽鬼を倒すことはできず、かれらを刺した武器のほうがしなびて壊れてしまう。だが炎は有効であり、風見が丘ではアラゴルンは火のついた薪を振るって対抗した。もっともナズグールを撃退できたとしてもそれは短期間のことで、ほとんど不死身であるかれらにとどめを刺すのはきわめて困難である。その不死性は指輪に直結しており、すべてを支配する一つの指輪が破壊されると、もろともに幽鬼たちも滅んでしまった。

### 乗騎
ナズグールは幽界の存在ではあるが、宙に浮いたり瞬間転移したりはできない。移動に際しては常人と同じ手段による。
黒い馬
『指輪物語』序盤では、かれらはみな黒い馬を駆っていた。並みの動物では幽鬼の放つ気配には耐えられないため、モルドールで育てられた特別な馬を使用している。しかし駿馬であっても超常的な力はなく、裂け谷襲撃時に増水した鳴神川ブルイネンの波に流されて全滅してしまった。
翼ある獣
馬を失った黒の乗り手に与えられた、空飛ぶ乗騎。サウロンからおぞましい肉を与えられて育てられたといわれる。「おぞましい獣」「恐るべき獣」（フェルビースト、Fell Beast）と呼ばれ、人間もエルフも名をつけていないほどの太古の生物であり、出自は不明だが起源は龍族よりも古く、厳密には別の種族である。最初から闇の種族であったかは不明だが、悪臭と恐怖を振りまく恐るべき存在。鳥のようなくちばしと蛇の首、こうもりの翼と鉤爪を備え、先史時代の翼竜プテラノドンや巨大なハゲタカの様な巨大で身の毛もよだつ巨鳥であるとされる。鋭い爪や嘴や巨大な翼などのほか、己から放つ恐怖そのものを一種の武器としていた。乗者の叫び声と併せ、その恐怖は相当なものだった。吸血蝙蝠や龍の類も減少・弱体化し、中つ国に残る鷲族も大きく小型化していた第三紀末期において、空を飛ぶ生物では最大・最速の種族であるとされる。後年に製作された実写映画シリーズ版ではワイバーンに近い姿で描かれたため、これらを竜と勘違いする観客が増加した。原著での別名はHell-hawk や Nazgûl-bird であり、くちばしのある恐ろしい鳥のようであったという特徴がよく表されている。第三紀に猛威を振るったうちの一頭は遠方からレゴラスに射落とされたが、すぐに補充されたらしい。指輪の幽鬼はこれに乗って飛び回り、ミナス・ティリスの人々を恐怖に陥れた。首領の獣はエオウィン姫に首をはねられ、残りは主と一緒に滅びの山の火に焼かれて死に絶えた。

## 成員
指輪の幽鬼は、首領を別とすればみな一様に同じ外見をしており、余人には区別がつけられない。トールキンも細かな設定はしておらず、作品中で名前が与えられるなどして個別に言及されている幽鬼はわずか2名である。ただ、かれらのうち首領を含めて少なくとも三人は黒きヌーメノール人であると述べられている。また、ミナス・モルグルの副官であったゴスモグも指輪の幽鬼である可能性はある。

### アングマールの魔王
首領は「アングマールの魔王」としても知られている。幽鬼の中でひときわ背が高く、冠をかぶっている。

### ハムール
副官ハムール(Khamûl)は東夷の王であり、そのため東方の影、黒の東夷などと呼ばれた。かれはトールキンが唯一その出自と名前を明らかにしたナズグールである。
かれはサウロンがモルドールに帰還した後、大河アンドゥインをはさんでロスローリエンと対峙する、ドル・グルドゥアの要塞の指揮を執った。
一つの指輪の発見が明らかになると、ハムールは魔王に「バギンズ」を探すように命ぜられた。フロド・バギンズがホビット村を出発した日、ハムファスト・ギャムジーに「バギンズ」のことを尋ねたのはかれである。その後かれは、ホビット庄のバックル村の渡し場でホビットたちを取り逃がした。

## 派生作品
ゲームズワークショップが発売したミニチュア・バトルゲームでは、指輪の幽鬼の個性化がなされている。基本ルールでは、アングマールの魔王をのぞく8人はみな同じ能力だったが、サプリメントでデータの追加が行われ、最終的に9人全員が出揃った。魔王とハムール以外の7人を以下に述べる。
影の君主（The Shadow Lord）
かつては小国の王だった。体の周りに闇をまとう能力を有する。
けがれ（The Tainted）
かれは高貴な生まれだったが内面は堕落しており、指輪の邪悪に蝕まれた他のナズグールと違い、自らサウロンに身を差し出した。腐敗をまきちらし、近づくだけで生命を害する。
死なざるもの（The Undying）
他のナズグールが堕落する以前から生き続ける、最年長の幽鬼。冥王の魔力に最後まで抵抗したのもかれである。
黒の総大将（The Dark Marshal）
ヌーメノールの裏切り者の1人。恐怖で軍を支配する強力な指揮官である。
なお『指輪物語』でアングマールの魔王の称号として出てくる「黒の総大将」はBlack Captainである。
裏切りしもの（The Betrayer）
南方諸国の出身で、同族を裏切りサウロンの配下となったが、自己嫌悪で正気を失ってしまった。その経緯から冥王の信頼も薄く、副官中での地位は最下位。毒を使う。
ウンバールの騎士（The Knight of Umbar）
ヌーメノールの裏切り者の1人。南方の国々を支配していたといわれるが、詳細は不明である。鎧に身を固め、相手の能力を模写する特殊な戦法を使う。
ドゥイメルライク（Dwimmerlaik）
この語はローハンの言葉で「さまよえる霊」を指す呼び名であり、『指輪物語』ではエオウィンがアングマールの魔王に対して使っている。
ゲームでは、もっとも謎に包まれたナズグールであり、長年ローハンの地で恐れられてきた存在とされる。武器は両手持ちの大剣。